# Ernst Burghartz
Ernst A. Burghartz (* 4. Dezember 1921 in Aachen; † 1. Dezember 2008 in Bütgenbach, Belgien; vollständiger Name: Ernst Albrecht Franz Xaver Maria Burghartz) war ein deutscher Architekt und Künstler. Bekannt ist er für mehrere katholische Kirchengebäude im Stil der Nachkriegsmoderne in der Ruhrgebietsstadt Essen und in ihren Nachbarstädten.

## Leben
Ernst Burghartz war das älteste Kind des Lehrers Norbert Burghartz und seiner Frau Maria Behnen. Seine Zwillingsschwester Annemarie verstarb etwa sechs Monate nach ihrer Geburt. Er hatte fünf weitere Geschwister. 1953 heiratete Burghartz die promovierte schweizerische Wirtschaftswissenschaftlerin Susanna Preiswerk (* 9. August 1914 in Basel; † 20. Oktober 2006 in Büttgenbach), die er während seines Studiums in Zürich kennengelernt hatte. Ihre erste gemeinsame Tochter starb kurz nach der Geburt. Es folgten Tochter Susanna Burghartz (* 1956), Historikerin und emeritierte Professorin, sowie Sohn Balthasar (* 1958).
Ernst Burghartz wuchs in seiner Geburtsstadt Aachen auf. In seiner Jugend engagierte er sich als Messdiener und besuchte das Kaiser-Karls-Gymnasium in Aachen, welches er 1940 mit dem Abitur abschloss. Er absolvierte den obligatorischen Reichsarbeitsdienst und nahm anschließend ein Studium der Kunstgeschichte auf. Bereits nach dem ersten Semester wurde er im Zuge des Zweiten Weltkriegs als Soldat eingezogen. Zunächst wurde er an der Ostfront eingesetzt, nach einer Verwundung war er ab 1942 auf dem Balkan stationiert. Im Frühjahr 1946 nahm Burghartz sein Studium an der TH Aachen wieder auf, wechselte jedoch trotz seines Interesses für Kunst auf Geheiß seines Vaters die Fachrichtung zu Architektur. 1947 erhielt er ein Stipendium an der ETH Zürich. Sein Studium schloss er als Diplom-Ingenieur ab.
Zu Beginn der 1950er Jahre arbeitete Burghartz erst in Köln als Architekt, wechselte um 1954 allerdings seinen Wohn- und Arbeitssitz nach kurzer Zeit in den Essener Stadtteil Bredeney. Dort war er zunächst beim Ruhrsiedlungsverband tätig und eröffnete 1956 schließlich sein eigenes Architekturbüro in der Bredeneyer Straße 30. Seine Entwürfe gestaltete er häufig in Zusammenarbeit mit dem Essener Architekten Hans Günter Fuss (* 21. Mai 1931 in Gelsenkirchen). Zu den Werken von Burghartz gehören Wohnsiedlungen, zum Beispiel die Woldenmey-Siedlung in Dortmund, Geschäftsbauten und vor allem Kirchen- und Klostergebäude im Ruhrgebiet, zum Beispiel das Gemeindezentrum Christus König in Essen und die Kirche St. Franziskus in Bottrop. Er war außerdem an den Planungen der U-Bahnhöfe der Stadtbahn Essen beteiligt. Um 1985 setzte sich Burghartz zur Ruhe und gab sein Architekturbüro auf.
1987 überstand Burghartz eine Krebserkrankung. 1999 zog er zusammen mit seiner Frau Susanna in das ostbelgische Dorf Weywertz, einem Ortsteil der Gemeinde Bütgenbach, wo er bereits als Kind mehrfach seinen Familienurlaub verbracht hatte und seit 1964 ein Haus in der Brunnenstraße besaß. Bis zu seinem Tod betätigte er sich in Bütgenbach künstlerisch, zum Beispiel bei der Innenraumgestaltung des Gemeinde-Verwaltungszentrums oder mit einem Entwurf für die Weywertzer Totenkapelle.

## Bauten und Entwürfe (Auswahl)

### Ausgeführte Bauwerke
Hinweise zur Tabelle:
- Bauzeit beschreibt nach Möglichkeit die Jahreszahlen vom ersten Spatenstich oder der Grundsteinlegung bis zur Fertigstellung oder der Einweihung des Gebäudes oder Ensembles. Ist der Beginn nicht bekannt, wird nur das Jahr der Fertigstellung angegeben. Der Planungszeitraum ist nicht inkludiert. Die Sortierung bezieht sich stets auf die spätere Jahreszahl.
- Bezeichnung umfasst die Art und den Namen des Bauwerks. Die Sortierung bezieht sich auf das Patrozinium.
- Lage umfasst in der ersten Zeile die Stadt und den offiziellen Stadtteil, in der nächsten Zeile die Anschrift des Bauwerks (falls vorhanden mit Hausnummer) und in der dritten Zeile einen Link zu einer Karte inklusive Koordinaten. Eine Karte mit allen Gebäuden von Ernst Burghartz kann zum Beispiel bei WikiMap eingesehen werden.
- Beschreibung umfasst die wichtigsten Informationen zum Gebäude, insbesondere Veränderungen seit der Erbauung oder architektonische Besonderheiten.
- Verweise führt zunächst Einzelnachweise auf, die Burghartz als Architekten sowie die Informationen aus der Beschreibung belegen. Falls vorhanden, folgen ein Verweis zum Wikidata-Datenobjekt und ein Verweis zum Eintrag in der kommunalen Wikipedia-Baudenkmalliste.
- Bild zeigt ein Bild des Gebäudes sowie einen Verweis zur Kategorie mit weiteren Bildern in Wikimedia Commons.

| Bauzeit   | Bezeichnung                     | Lage                                                              | Beschreibung | Verweise      | Bild                                  |
| --------- | ------------------------------- | ----------------------------------------------------------------- | --- | ------------- | ------------------------------------- |
| 1960–1962 | Pfarrzentrum St. Judas Thaddäus | Oberhausen-Borbeck Einbleckstraße 25/27 Karte                     | Das Zentrum besteht aus der am 17. Juli 1960 eingeweihten Kirche und dem zwischen August 1961 und September 1962 errichteten Ensemble aus Pfarrhaus und Kindergarten. Die Kirche wurde 2020 geschlossen.                         | [ 6 ]         | Bild gesucht BW                       |
| 1961–1962 | Kirche St. Franziskus           | Bottrop-Welheim An St. Franziskus 8 Karte                         | seit 2009 unter Denkmalschutz | [ 7 ]         | weitere Bilder                        |
| 1962–1964 | Pfarrhaus St. Suitbert          | Essen-Überruhr-Holthausen Klapperstraße 72/74 Karte               | Teil des Pfarrzentrums rund um die Kirche St. Suitbert (1963–1966 von Josef Lehmbrock und Stefan Polónyi). Es wurde mehrfach umfassend renoviert.                                                                                | [ 8 ]         | Bild gesucht BW                       |
| 1964–1965 | Kirche St. Raphael              | Essen-Bergerhausen Peenestraße 3 Karte                            | mit Hans Günter Fuss; 2009 profaniert und 2012 abgerissen | [ 9 ]         | weitere Bilder                        |
| 1966      | ehemaliges Franziskanerkloster  | Essen-Stadtkern Friedrich-Ebert-Straße 18/Kastanienallee 94 Karte | mit Hans Günter Fuss; Kloster 1990 geschlossen und 2004 zur Kulturstätte „Unperfekthaus“ umgebaut | [ 10 ]        | weitere Bilder                        |
| 1965–1967 | Kirche St. Mariä Heimsuchung    | Essen-Überruhr-Hinsel Hinseler Feld 66/68 Karte                   | mit Hans Günter Fuss; 2024 profaniert und Abriss geplant; Kirchengebäude als Wegekirche in Rechteckform mit symmetrischer Anordnung von Anbauten wie Werktags- und Beichtkapelle, Sakristei, Pfarrhaus, Kaplanei und Jugendtreff | [ 4 ]         | weitere Bilder                        |
| 1965–1967 | Kirche St. Martin               | Essen-Rüttenscheid Manfredstraße Karte                            | 2006/2007 zu einem Pflege- und Altenheim umgebaut und dabei grundlegend verändert | [ 11 ]        | Kirche St. Martin, Essen-Rüttenscheid |
| 1967–1969 | Woldenmey-Siedlung              | Dortmund-Derne Woldenmey 49 u. a. Karte                           | mit Hans Günter Fuss; Großwohnsiedlung bestehend aus 14 Hochhäusern | [ 12 ]        | Bild gesucht BW                       |
| 1976–1977 | Gemeindezentrum Christus König  | Essen-Haarzopf Tommesweg 26/30 Karte                              | mit Hans Günter Fuss | [ 13 ] [ 14 ] | weitere Bilder                        |

### Wettbewerbsteilnahmen
- 1949: 3. Preis im Gürzenich-Wettbewerb für den Wiederaufbau der Festhalle, Köln-Altstadt-Nord[15]
- 1962–1963: 1. Durchgang im Architekturwettbewerb Mariendom Neviges, Velbert[16]
- 1964–1965: Bauwettbewerb Wohnungsbau Neue Stadt Wulfen, Dorsten[17]

### Sonstiges
- Juni 1963: Flächennutzungsplan der Stadt Dorsten (thematische Karte aufgestellt mit A. Wagner)[3]
- 1995–1996: Innenraumgestaltung mit Penrose-Parkettierung an Wänden und Decken des Gemeinde-Verwaltungszentrums Bütgenbach (Zum Brand 40, Karte)[18]